# Porfirio Smerdou
Porfirio Smerdou Fleissner (Trieste, 12 de febrero de 1905 - El Escorial, 11 de mayo de 2002) fue un político y diplomático  mexicano, ahijado de Porfirio Díaz, y cónsul honorario de México en Andalucía Oriental y el Protectorado español de Marruecos al estallar la guerra civil española. Se le considera el Schindler de la contienda española al haber ocultado a casi seis centenares de personas de ambos bandos (principalmente del bando nacional, en su propiedad malagueña, Villa Maya) durante el periodo bélico. 

## Biografía
La familia de Smerdou tuvo que abandonar México una vez estalló la Revolución Mexicana en 1910, trasladándose a Bruselas, la capital de Bélgica, y más tarde, a las ciudades españolas de Sevilla y Málaga. En 1927 se casa con Concha Altolaguirre Bolín, hermana del poeta Manuel Altolaguirre, de la Generación del 27. El 1 de enero de 1931, una vez que su padre es retirado como cónsul honorario de México, pasa a ocupar este puesto con jurisdicción en Andalucía Oriental y el Protectorado español de Marruecos. Participó en numerosos eventos para lograr mejorar la imagen del país mesoamericano en España y otros estados. Debido a esta persistencia, el gobierno mexicano lo premió nombrándole, además, vicecónsul de carrera.
Al comenzar la Guerra civil española y las matanzas del terror rojo en Málaga, Smerdou aprovecha sus contactos y amistades, entre ellas contando con la sincera colaboración de José Gálvez Ginachero, y consigue brindar refugio en su domicilio particular, Villa Maya, a cientos de malagueños militantes del carlismo, falangismo y conservadurismo, cuyas vidas corrían peligro. Llegaron a sumar más de 65 al mismo tiempo, en una casa bastante modesta y, en total, se calcula que protegió a más de 600 personas. 
Entre las muchas curiosidades de Villa Maya, que llegó a tener su diario, su himno y unos protocolos muy rigurosos para evitar ser descubiertos (lo que varias veces sucedió), estaba llegada de suministros y noticias desde Gibraltar a través del yate Honey bee de William Grice-Hutchinson, empresario británico establecido en Málaga que llegó a ser conocido en el Peñón como la Pimpinela Escarlata. Casi todos los que lograron huir lo hacían en destructores británicos a los que era muy difícil subir desde el puerto de Málaga. En esos siete meses logró evacuar de la ciudad a cuantiosos malagueños, camino a Gibraltar, el Marruecos francés o Marsella, contando con la ayuda de las ambulancias que le brindaría el citado José Gálvez. Además, convenció a otros mexicanos residentes en la ciudad para que refugiaran a más de 65 españoles y el cónsul argentino le cedió un consulado abandonado para que albergara a un número mayor de personas. 
El 19 de diciembre de 1936 el gobierno mexicano le cesa de sus funciones, aunque esto no le impide continuar con su cometido. Tras la entrada en Málaga de las tropas sublevadas en 1937, y comenzar la persecución al bando republicano, Smerdou acogería igualmente a seis políticos republicanos que acudieron en su ayuda, aunque no tuvo tanto éxito como en el período anterior de la guerra. 
Tras la guerra, por su labor humanitaria a refugiados nacionales durante los bombardeos, el juzgado militar número 1 de Málaga le concedió la nacionalidad española el 1 de abril de 1940, y fue condecorado por el general Varela con la Cruz del Mérito Militar de primera clase con distintivo blanco un año después. No obstante, en 1946, las autoridades franquistas lo condenaron a prisión por haber pertenecido a la masonería, aunque tras demostrar que había abjurado anteriormente de la Orden ante el propio Cardenal Giuseppe Pizzardo (quien fuera prefecto de la Sagrada Congregación del Santo Oficio de la Romana y Universal Inquisición), en el Vaticano, el Consejo de Ministros le absolvió de la pena. El resto de su vida se dedicó al mundo empresarial en España, Alemania y México, hasta su muerte en el año 2002.

## Legado

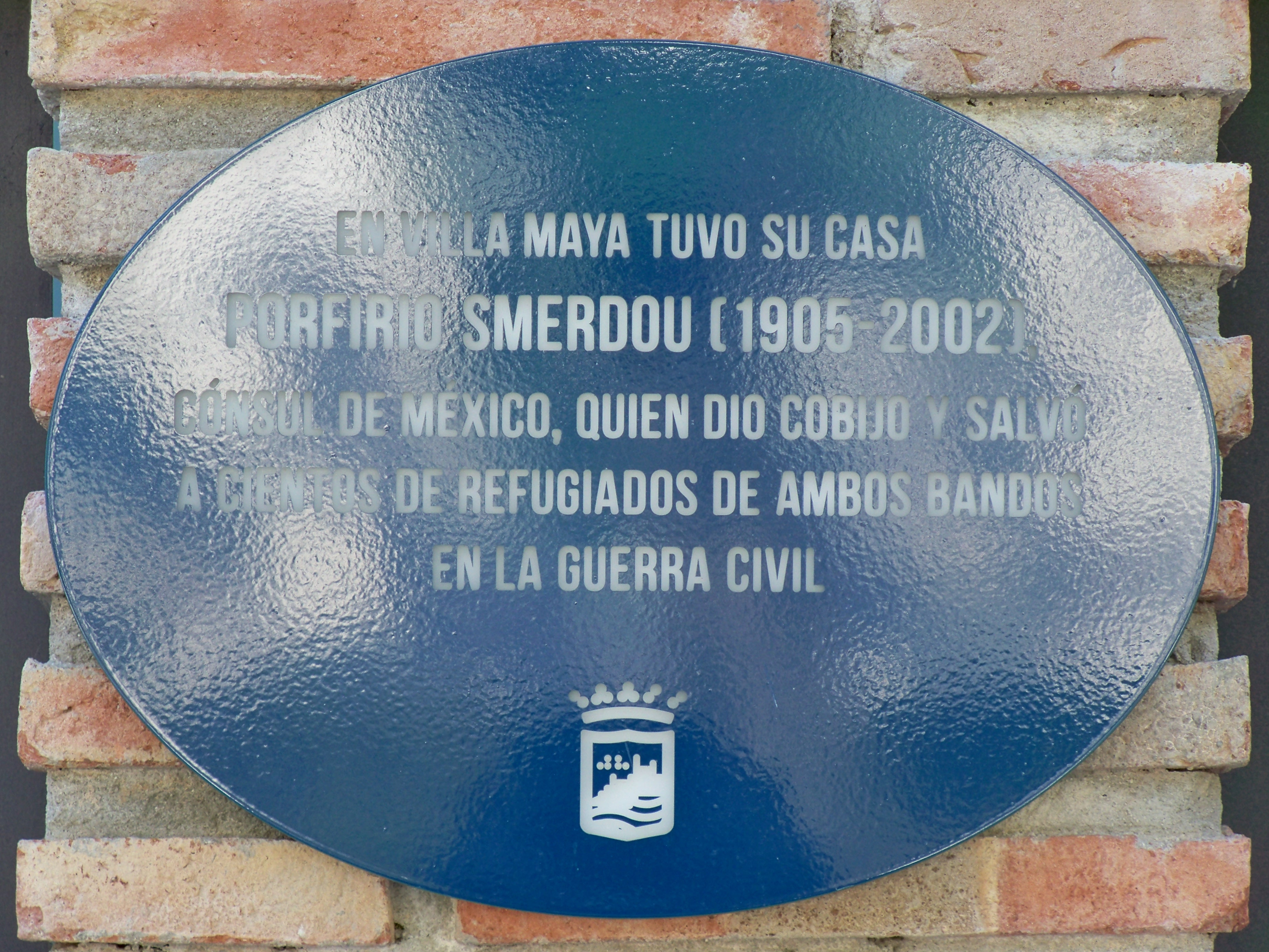
Placa conmemorativa dedicada a Porfirio Smerdou en Villa Maya, Málaga.

El archivo al completo de Smerdou fue donado por él mismo a la Fundación José Ortega y Gasset, quien lo ha custodiado desde entonces y puede ser consultado en la biblioteca de la misma. En la biografía que escribió sobre Smerdou, Diego Carcedo lo bautizó como El Schindler de la Guerra Civil española. Carcedo ya había estudiado a otro personaje de corte humanitario similar, Ángel Sanz Briz. El director de cine Gaby Beneroso ha declarado tener en proyecto una película sobre este personaje, titulada El pasaporte de Smerdou. En marzo de 2019, Villa Maya fue derruida al carecer de protección, a lo que gran parte de la ciudadanía reaccionó negativamente. Ante estos comentarios, el alcalde de Málaga, Francisco de la Torre, propuso que Smerdou recibiera la Medalla de la Ciudad póstumamente. En 2019 se publicó La lista de Smerdou. Los refugiados de Villa Maya. Málaga 1936-1937, de Félix Álvarez Martín.
En 2023, el Ayuntamiento de Málaga le nombró Hijo Adoptivo de la ciudad y le concedió la Medalla de Málaga a título póstumo.

## Juicios sobre Porfirio Smerdou
México estuvo fuertemente vinculado a la Guerra Civil Española, a través de acciones humanitarias célebres, como el refugio otorgado en tierras mexicanas a miles de republicanos, por parte del entonces presidente Lázaro Cárdenas, y de otros sucesos menos conocidos pero igualmente ejemplares como la tarea humanitaria desplegada por el Cónsul de México en Málaga, Porfirio Smerdou, en aquellos aciagos días. Ese pequeño territorio mexicano en suelo malagueño conocido como "Villa Maya", se convirtió durante largos meses en refugio de españoles... (Vicente Fox)
Un cónsul honorario haciendo las veces de embajador, un modesto aprendiz de logia haciendo gala de sus recién estrenadas influencias para obtener un solo objetivo: salvar vidas. Ese es el caso de Smerdou sobre el que subsisten más de 96 testimonios que se custodian en la Fundación Ortega y Gasset y que ha sido merecedor ya de algunos artículos y publicaciones; ese es el perfecto ejemplo de cómo para salvar vidas, para hacer el bien, lo esencial es la voluntad de la persona, lo que nuestros padres y catequistas llamaban la recta intención, siendo los medios pico menos que una anécdota. Porfirio Smerdou, merced a sus contactos y amistades con masones y republicanos, salvó la vida de algún sacerdote y de algún fascista. Porfirio Smerdou, merced a sus contactos con la Iglesia y con los fascistas, salvó la vida de algún masón y de algún republicano. Esos son los hechos. Y aunque no necesita de ningún homenaje, —que si el mal es su propio castigo, el bien es su propia recompensa— queremos con estas líneas tributar un pequeño saludo a su trayectoria, a su recto obrar. (Luis Español)

## Filmografía
- La lista de Porfirio, 2019, dirigido por Miguel Ángel Hernández Arango, producción de Quinta planta con participación de Canal Sur Televisión. Documental sobre Porfirio Smerdou y villa Maya.
- Caleta Palace, 2023, dirigido por José Antonio Hergueta, producción de MLK con participación de Televisión Española y Canal Sur Televisión. Largometraje documental sobre los acontecimientos vividos en Málaga durante los primeros siete meses de Guerra Civil a través de testimonios de extranjeros que vivían o pasaron por la ciudad. Smerdou y Villa Maya son citados por Luis Antonio Bolín, interpretado por el actor Miguel Hermoso Arnao.

- Datos: Q7230077